# Dichromodes galactica
Dichromodes galactica là một loài bướm đêm trong họ Geometridae.